# شبكة الألياف المعتمة
شبكة الألياف المعتمة أو ببساطة الشبكة المعتمة  هي شبكةٌ تتكون من مجموعةٍ من الألياف البصرية تعمل بشكلٍ سريّ، حيث يقوم المشغل بإدارتها مباشرةً عن طريق الألياف المعتمة المستأجرة أو المشتراة من موردٍ آخر، وذلك عوضًا عن شراء عرض النطاق أو سعةٍ من خطٍ مستأجر، ويمكن استخدام شبكات الألياف المعتمة لإقامة الشبكات الخاصة، أو كطريقةٍ للوصول إلى الإنترنت أو تستخدم كشبكات بنيةٍ تحتية للإنترنت.
قد تكون شبكات الألياف المعتمة من نوع «نقطة إلى نقطة» أو «من نقطة إلى عدة نقاط»، أو قد تستخدم حلقةً ذاتية الإصلاح أو طوبولوجيات شبكة.
ونتيجة نقص الوسيط لإعادة تفريغ الطاقة، فإنَّ شبكة الألياف المعتمة يمكن أنْ تعمل باستخدام أحدث البروتوكولات البصرية التي تستخدم التجميع بتقسيم الطول الموجي لإضافة السعة عند الحاجة إليها، وأيضًا لتوفير مسار الترقية بين التكنولوجيات دون إزالة الشبكة من الخدمة.
فعلى سبيل المثال، تستخدم العديد من شبكات المناطق الإقليمية ذات الألياف المعتمة معداتٍ رخيصة من الجيجابت إيثرنت (Gigabit Ethernet) عبر الطول الموجي المتعدد بالتقسيم (CWDM) بدلاً من أنظمة حلقات التشبيك الضوئي المتزامن (SONET) عالية الثمن.
حيث تقدم أداءً قويًا بتكلفةٍ باهظة الثمن للمستخدمين الذين يحتاجون إلى شبكةٍ عالية الأداء، على سبيل المثال جوجل (Google)، والتي لديها قدراتٍ عالية من الشبكات المعتمة المستخدمة في الفيديو وبيانات البحث، ، أو عندما يرغب المستخدمون في إدارة الشبكة الخاصة بهم لأسبابٍ أمنية أو أخر تجارية.
ومع ذلك، فإنَّ شبكات الألياف المعتمة عادةً ما تكون متوفرةً فقط في المناطق ذات الكثافة السكانية العالية حيث تكون الألياف موضوعةً بالفعل؛ وهذا لأن تكاليف الهندسة المدنية لتركيب الألياف في مواقعٍ جديدة غالبًا ما تكون باهظةَ للغاية. ولتلك الأسباب، فإنَّ شبكات الألياف المعتمة عادةً ما تعمل بين مراكز البيانات وغيرها من الأماكن المزودة بالألياف في بنيتها التحتية.